# Communist Party of India (Marxist)
Communist Party of India (Marxist), förkortat CPI(M) (hindi मार्क्सवादी कम्युनिस्ट पार्टी) är ett politiskt parti i  Indien. Partiet har sitt starkaste stöd i Västbengalen och i Tripura, där det sitter i regeringsställning (2004). CPI(M) är en utbrytning från Communist Party of India. Brytningen ägde rum 1964 eftersom man ansåg att CPI var revisionistiskt och sekteristiskt. Nuvarande generalsekreterare är Prakash Karat. Lok Sabhas talman (2004) är CPI(M)-ledamoten Somnath Chatterjee. Medlemsantalet uppgavs av egen utsago vara totalt 814 408 stycken, år 2002.
I Västbengalen och Tripura ingår CPI(M) i Left Front. I Kerala ingår partiet i Left Democratic Front. 
Ett stort antal andra partier har bildats ur utbrytningar från CPI(M), bland annat CPI(ML) (varifrån Communist Party of India (Marxist-Leninist) Liberation har sina rötter), Marxist Communist Party of India, Marxist Coordination Committee i Jharkhand, Janathipathiya Samrakshana Samithy, Communist Marxist Party och BTR-EMS-AKG Janakeeya Samskarika Vedi i Kerala, Party of Democratic Socialism i Västbengalen, People's Democratic Front i Tripura, Ram Paslagruppen i Punjab, Orissa Communist Party i Orissa, med flera.

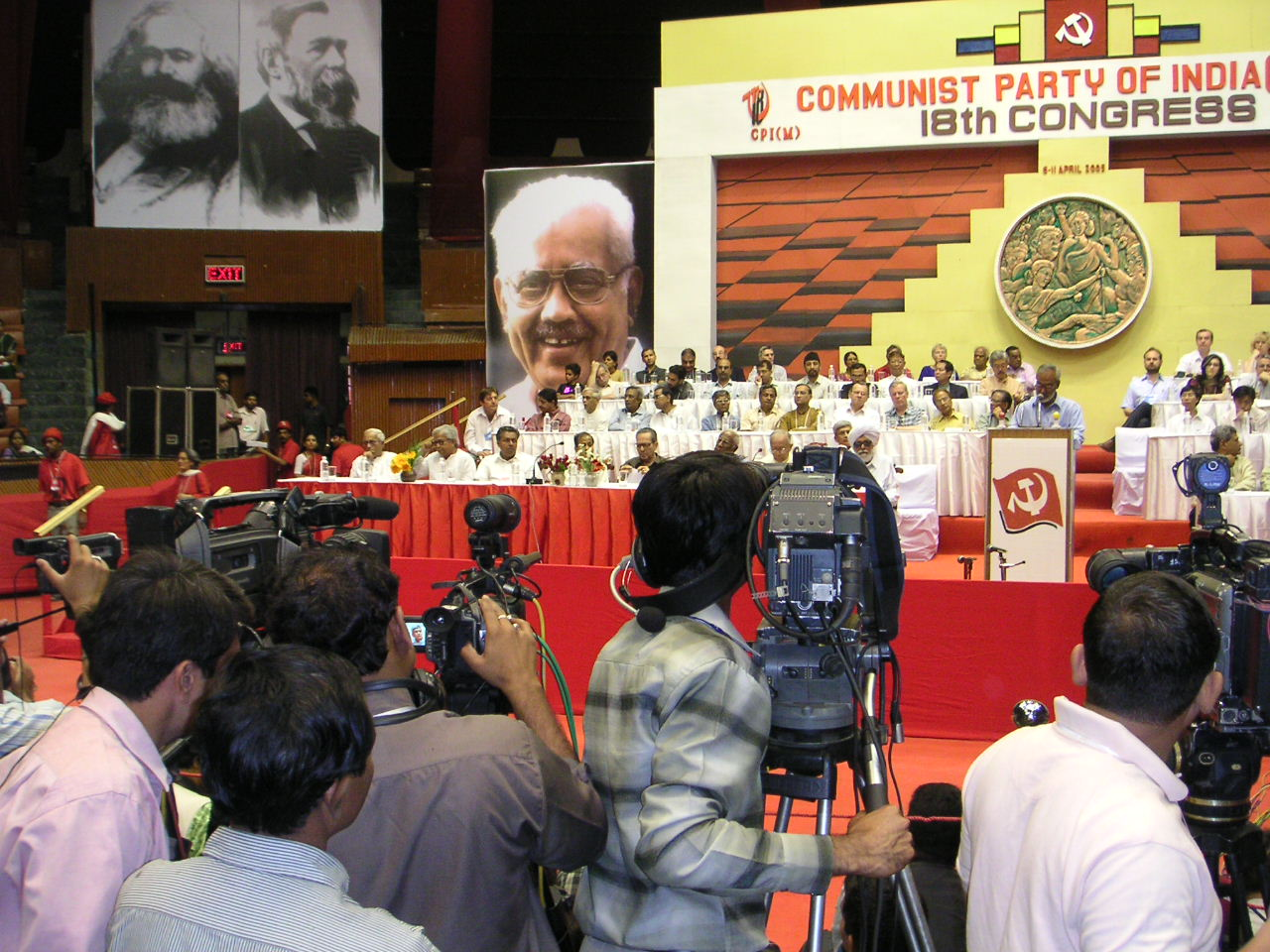
18:e Partikongressen i Delhi, 2005.
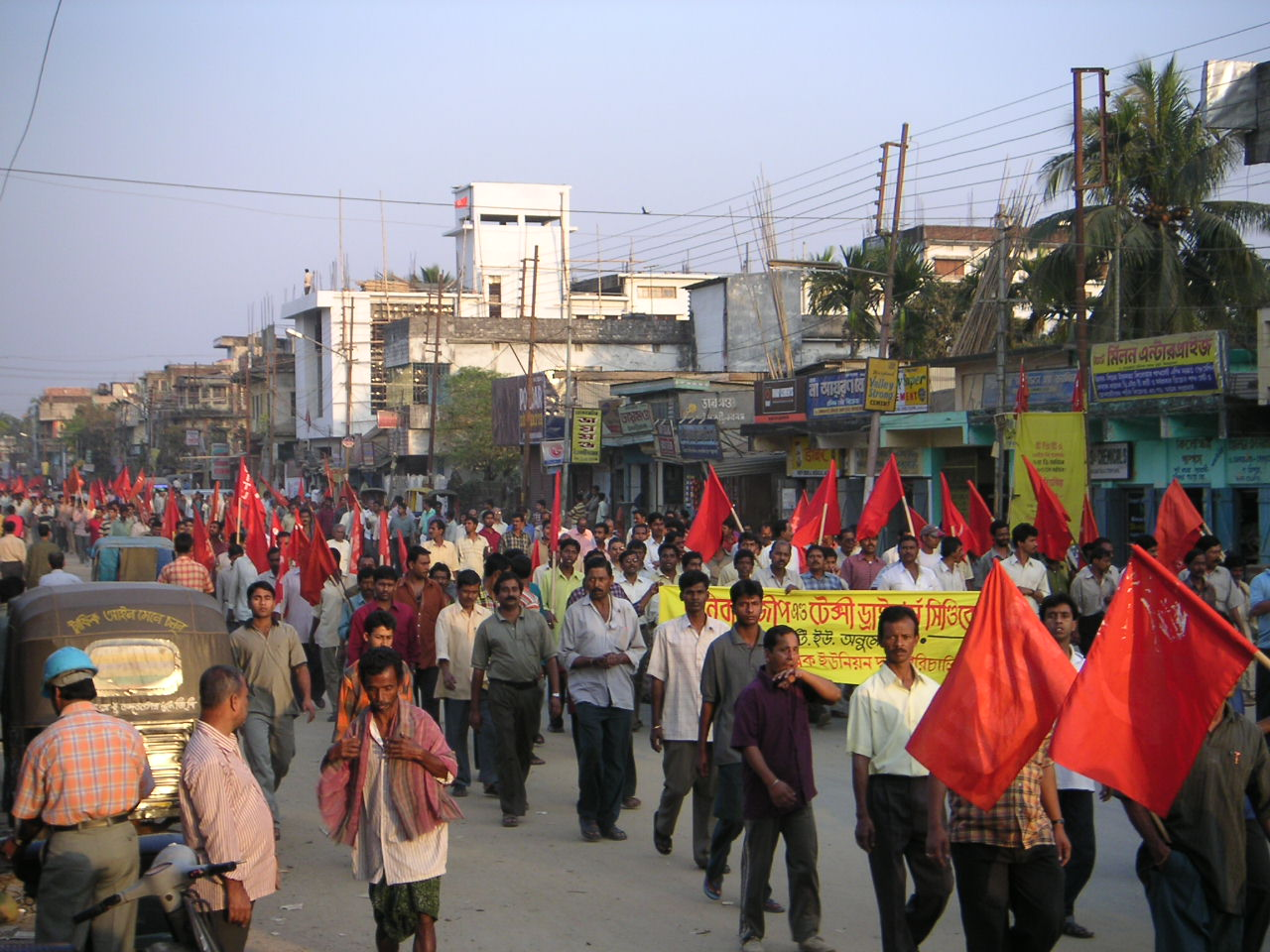
Demonstration i Agartala.
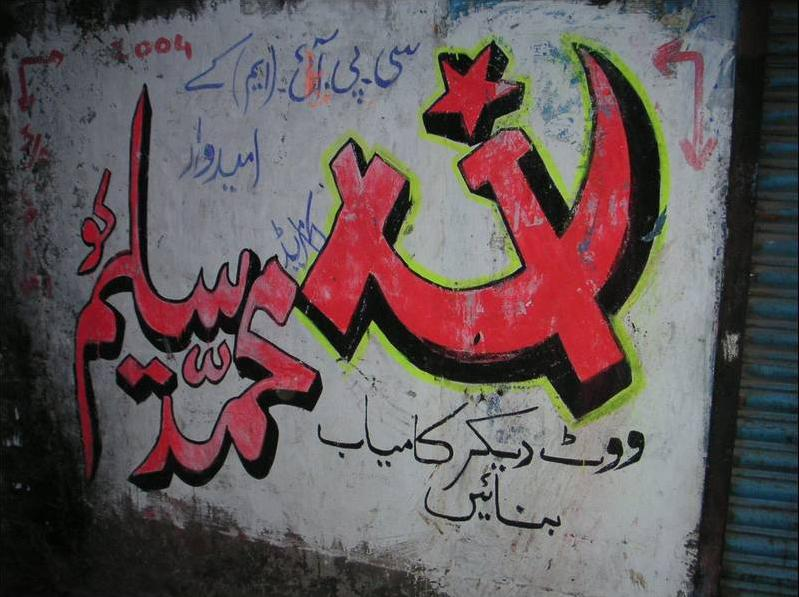
Muralmålning i Kolkata.

## Politik
Partiets viktigaste 'massorganisationer' är:
- Democratic Youth Federation of India
- Students Federation of India
- Centre of Indian Trade Unions
- All India Kisan Sabha (bondeorganisation)
- All India Agricultural Workers Union
- All India Democratic Womens' Association
- I Tripura är Ganamukti Parishad en viktig massorganisation

Centralt utges två veckotidningar, People's Democracy (engelska) och Lok Lehar (hindi).
På delstatsnivå har partiet en stor mängd publikationer, bl.a. fem dagstidningar;
- Ganashakti (Västbengalen, bengali)
- Deshabhimani (Kerala), malayalam)
- Daily Desher Katha (Tripura, bengali)
- Theekathir (Tamil Nadu, tamil)
- Prajashakti (Andhra Pradesh, telugu)

### CPI(M) regionalt
(inte en komplett lista)
- Andhra Pradesh: CPI(M) är ett relativt starkt parti i AP. Under 80- och första halvan av 90-talet var partiet allierade med Telugu Desam Party, men när TDP allierade sig med BJP efter United Frontregeringens fall, så försvagades CPI(M) kraftigt. I valen 2004 gjorde CPI(M) något av en comeback, denna gång allierade med Kongresspartiet. Dagstidningen Prajashakti ges ut i AP.

- Bihar: I Bihar är CPI(M) betydligt mindre än både Communist Party of India och Communist Party of India (Marxist-Leninist) Liberation. Till skillnad från CPI och CPI(ML)L, som ser Laloo Prasad Yadavs Rashtriya Janata Dal som sin huvudfiende i delstaten, är CPI(M) allierade med Laloo. 1999-2004 hade CPI(M) en Lok Sabhaledamot från Bihar, men det mandatet förlorades 2004, vilket var CPI(M):s enda större förlust i det valet.

- Delhi: Generellt är vänstern mycket svag i huvudstadsregionen. CPI(M) har dock ett starkt inflytande i universitetsvärlden. Partiets massorganisationer kontrollerar studentkåren vid Jawaralal Nehru University och lärarrådet på Delhi University.

- Goa: CPI(M) har en mindre partienhet, som främst är inriktad på det fackliga arbetet.

- Gujarat: CPI(M) är en mindre kraft, främst koncentrerad till Bhavnagar. Efter är den lokala BJP-regeringen 2002 stött pogromliknande förföljelser mot den muslimska minoriteten i delstaten, valde CPI(M) att alliera sig med Kongresspartiet för att försöka få bort BJP-styret. CPI(M) bedrev också ett eget hjälparbete för de många internflyktingarna efter förföljelserna 2002-2003.

- Haryana: CPI(M) har starka fackliga enheter i vissa av de större industrierna i närheten av Delhi.

- Himachal Pradesh: Partiets studentförbund har en stark bas vid Himachal Pradesh University. I delstatsvalet 2003 var man nära att vinna ett mandat från huvudstaden Shimla, men det misslyckades mycket på grund av att många studenter befann sig i sina hemtrakter över semestern.

- Jammu och Kashmir: Jammu och Kashmir var den enda delstaten där majoriteten av partiet gick över till naxaliterna i splittringen 1967-1969. Partiavdelningen kom dock tillbaka till CPI(M) i början av 1980-talet. Kashmir är ett område där kommunisterna traditionellt varit svaga, men under de senaste åren har CPI(M) växt kraftigt. 1996 vann man för första gången ett mandat i delstatsförsamlingen (stöttade av Jammu & Kashmir National Conference) och 2002 lyckades man vinna två mandat på egen hand. Partiet leds av Mohammed Yusuf Tarigami, en av delstatens mest kända politiker. CPI(M) har varit en av de islamistiska separatisternas främsta måltavlor i den väpnade konflikten, och många partimedlemmar har mördats. Partiet kan inte ha öppna kontor, m.m.. CPI(M) förespråkar en icke-chauvinistisk linje i Kashmirfrågan, och är positiva till indo-pakistansk dialog.

- Kerala: Efter Västbengalen så har Kerala den starkaste CPI(M)-avdelningen. I Kerala gick merparten av kommunistpartiet över till CPI(M) i splittringen 1964. CPI(M) har under flera perioder lett delstatsregering, och är idag det starkaste oppositionspartiet. CPI(M) leder Left Democratic Front i delstaten. Partiets massorganisationer har miljoner medlemmar. Ett flertal kommuner och kooperativ styrs av CPI(M). Partiet ger ut en dagstidning, flera andra publikationer och satellit-TV kanalen Kairali är startad på initiativ av CPI(M).

- Madhya Pradesh: Partiet är generellt svagt, men har byggt upp en bas i Rewa, varifrån man lyckades vinna ett mandat i valet 2003.

- Maharashtra: Partiets styrka främst koncentrerad till adivasiområdena i Thanedistriktet norr om Bombay. Partiet har två ledamöter av delstatsförsamlingen valda från Thane.

- Manipur: CPI(M) har en liten enhet, mycket mindre än CPI:s.

- Orissa: CPI(M) är ett mindre parti, men har en stark bas i gruvområdena runt Rourkela där man har en stark facklig förankring. I valen 2004 allierade sig CPI(M) och CPI med Kongresspartiet, och kommunisterna hade inga egna kandidater till Lok Sabha utan satsade på delstatsvalet istället. CPI(M) vann ett mandat.

- Punjab: Punjab har starka kommunistiska traditioner, och CPI(M):s generalsekreterare kommer därifrån. Både CPI(M) och CPI har spelat en viktig roll i delstatens politik. Under den väpnade konflikten i Punjab blev CPI(M) en av de sikhiska separatisternas främsta måltavlor. Hundratlas CPI(M)-medlemmar och anhängare mördades. 2001 drabbades CPI(M) av en mycket svår splittring i Punjab, då den regionale ledaren Ram Pasla uteslöts. Pasla tog med sig en stor del av partiets kader. Efter splittringen driver Pasla ett parti som också använder sig av namnet "CPI(M)".

- Rajasthan: Partiet är generellt ett mindre parti, men man har utvecklat en mycket stark bonderörelse kring Sikar. Amra Ram har under över 20 år representerat CPI(M) i delstatförsamlingen, vald från Dhod när Sikar.

- Sikkim: CPI(M) har en liten enhet.

- Tamil Nadu: Under en period då Dravida Munnetra Kazhagam var allierade med BJP så var CPI(M) allierade med All India Anna Dravida Munnetra Kazhagam (bl.a. kring delstatsvalet 2001). Men då AIADMK närmat sig BJP bröts den alliansen. Inför Lok Sabhavalet 2004 gick CPI(M) med i Democratic Progressive Alliance, som vann samtliga 39 mandat i Tamil Nadu. Inom ramen för DPA valdes två CPI(M)-ledamöter.

- Tripura: I Tripura leder CPI(M) delstatsregeringen, och alla ministrar utom en (som tillhör Revolutionary Socialist Party) är CPI(M)-ledamöter. CPI(M) har egen majoritet i delstatförsamlingen. Kommunisternas styrka i Tripura har sina rötter i Mukti Parishad-rörelsen som kämpade mot maharajaväldet under perioden kring självständigheten. Mukti Parishadledaren Dasarath Deb gick med i CPI och valdes till den första Lok Sabhan 1952. Under de första 30 åren av självständighet var CPI det näst största partiet i Tripura, efter Kongresspartiet. CPI hade starkast stöd bland tribalbefolkningarna medan Kongresspartiet har starkare stöd bland bengalerna. I splittringen 1964 gick majoriteten av kommunisterna över till CPI(M), och CPI marginaliserades i delstaten. 1977 hade CPI(M) gjort inbrytningar bland bengalerna, och Left Front vann valet. Left Front styrde 1978-1988 och sedan från 1993. CPI(M) förespråkar en förhandlingslösning på den väpnade konflikten i delstaten.

- Västbengalen: Den utan tvekan starkaste CPI(M)-avdelningen. Partiet har styrt (tillsammans med Left Front) sedan 1977, den med långvariga delstatsregeringen i det moderna Indiens historia. 1977-2000 var Jyoti Basu chefsminister, och Basu brukar ofta betecknas som "CPI(M):s partiledare" av pressen. Idag styrs delstaten av Buddhadev Bhattacharya, politbyråmedlem i CPI(M). CPI(M) har egen majoritet av delstatsförsamlingen. Partiets massrörelser har många miljoner medlemmar.

### Valresultat

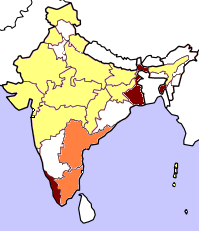
Lok Sabha 2004.

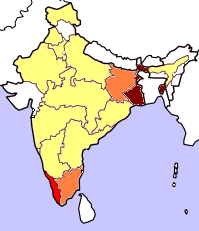
Lok Sabha 1999.

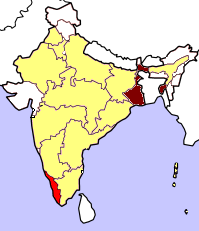
Lok Sabha 1998.

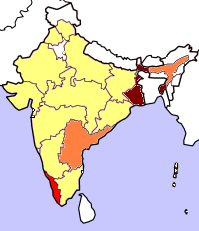
Lok Sabha 1996.

Resultat i val till Lok Sabha
| Delstat                | Antal kandidater 2004 | Antal valda 2004 | Antal kandidater 1999 | Antal valda 1999 | Totalt antal mandat från delstaten |
| Andhra Pradesh         | 1                     | 1                | 7                     | 0                | 42                                 |
| Arunachal Pradesh      | 0                     | 0                | 0                     | 0                | 2                                  |
| Assam                  | 2                     | 0                | 2                     | 0                | 14                                 |
| Bihar                  | 1                     | 0                | 2                     | 1                | 40 (2004)/54(1999)                 |
| Chhattisgarh           | 0                     | 0                | -                     | -                | 11 (2004)                          |
| Goa                    | 0                     | 0                | 0                     | 0                | 2                                  |
| Gujarat                | 1                     | 0                | 0                     | 0                | 26                                 |
| Haryana                | 0                     | 0                | 1                     | 0                | 10                                 |
| Himachal Pradesh       | 0                     | 0                | 0                     | 0                | 4                                  |
| Jammu och Kashmir      | 1                     | 0                | 1                     | 0                | 6                                  |
| Jharkhand              | 1                     | 0                | -                     | -                | 14 (2004)                          |
| Karnataka              | 0                     | 0                | 1                     | 0                | 28                                 |
| Kerala                 | 13                    | 12               | 12                    | 8                | 20                                 |
| Madhya Pradesh         | 1                     | 0                | 1                     | 0                | 29 (2004)/40(1999)                 |
| Maharashtra            | 3                     | 0                | 3                     | 0                | 48                                 |
| Manipur                | 0                     | 0                | 0                     | 0                | 2                                  |
| Meghalaya              | 0                     | 0                | 0                     | 0                | 2                                  |
| Mizoram                | 0                     | 0                | 0                     | 0                | 1                                  |
| Nagaland               | 0                     | 0                | 0                     | 0                | 1                                  |
| Orissa                 | 0                     | 0                | 2                     | 0                | 21                                 |
| Punjab                 | 1                     | 0                | 1                     | 0                | 13                                 |
| Rajasthan              | 2                     | 0                | 1                     | 0                | 25                                 |
| Sikkim                 | 0                     | 0                | 0                     | 0                | 1                                  |
| Tamil Nadu             | 2                     | 2                | 2                     | 1                | 39                                 |
| Tripura                | 2                     | 2                | 2                     | 2                | 2                                  |
| Uttar Pradesh          | 2                     | 0                | 2                     | 0                | 80 (2004)/85 (1999)                |
| Uttaranchal            | 1                     | 0                | -                     | -                | 5 (2004)                           |
| Västbengalen           | 32                    | 26               | 32                    | 21               | 42                                 |
| Unionsterritorier:     |                       |                  |                       |                  |                                    |
| Andaman & Nicobar      | 1                     | 0                | 0                     | 0                | 1                                  |
| Chandigarh             | 0                     | 0                | 0                     | 0                | 1                                  |
| Dadra and Nagar Haveli | 1                     | 0                | 0                     | 0                | 1                                  |
| Daman and Diu          | 0                     | 0                | 0                     | 0                | 1                                  |
| Delhi                  | 0                     | 0                | 0                     | 0                | 7                                  |
| Lakshadweep            | 0                     | 0                | 0                     | 0                | 1                                  |
| Pondicherry            | 0                     | 0                | 0                     | 0                | 1                                  |
| Totalt:                | 69                    | 43               | 72                    | 33               | 543                                |

### Resultat i delstatsval
| Delstat              | Antal kandidater | Antal valda | Antal röster | %      | Totalt antal mandat i församlingen | Valår |
| Andhra Pradesh       | 14               | 9           | 656721       | 34,74% | 294                                | 2004  |
| Assam                | 22               | 0           | 189349       | 10,65% | 126                                | 2001  |
| Bihar                | 21               | 2           | 338198       | 14,72% | 324                                | 2000  |
| Chhattisgarh         | 6                | 0           | 27521        | 3,52%  | 90                                 | 2003  |
| Delhi                | 3                | 0           | 4790         | 2,62%  | 70                                 | 2003  |
| Goa                  | 3                | 0           | 890          | 1,93%  | 40                                 | 2002  |
| Gujarat              | 1                | 0           | 30626        | 31,68% | 181                                | 2002  |
| Haryana              | 7                | 0           | 19506        | 3,33%  | 90                                 | 2000  |
| Himachal Pradesh     | 4                | 0           | 14616        | 9,71%  | 68                                 | 2003  |
| Jammu och Kashmir    | 7                | 2           | 23493        | 17,15% | 87                                 | 2002  |
| Karnataka            | 5                | 1           | 92081        | 18,33% | 224                                | 2004  |
| Kerala               | 65               | 23          | 3361827      | 44,72% | 140                                | 2001  |
| Madhya Pradesh       | 9                | 1           | 62006        | 5,78%  | 230                                | 2003  |
| Maharashtra          | 23               | 2           | 210030       | 8,36%  | 288                                | 1999  |
| Manipur              | 1                | 0           | 340          | 2,03%  | 60                                 | 2002  |
| Orissa               | 3                | 1           | 93159        | 27,6%  | 147                                | 2004  |
| Pondicherry          | 3                | 0           | 5911         | 12,28% | 30                                 | 2001  |
| Punjab               | 13               | 0           | 36683        | 3,2%   | 117                                | 2002  |
| Rajasthan            | 18               | 1           | 176123       | 8,23%  | 200                                | 2003  |
| Sikkim               | 1                | 0           | 144          | 2,03%  | 32                                 | 2004  |
| Tamil Nadu           | 8                | 6           | 470736       | 48,21% | 234                                | 2001  |
| Tripura              | 55               | 38          | 711119       | 50,94% | 60                                 | 2003  |
| Uttar Pradesh        | 6                | 2           | 163462       | 18,65% | 402                                | 2002  |
| Uttaranchal          | 5                | 0           | 8672         | 4,07%  | 70                                 | 2002  |
| Västbengalen         | 211              | 143         | 13402603     | 49,96% | 294                                | 2001  |
| Totalt antal röster: | 20100606         |             |              |        |                                    |       |

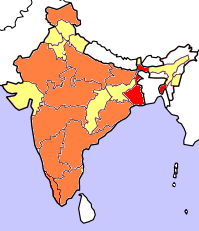
Delstatsval närmast före juni 2004.

Resultat från den indiska valkommissionens hemsida. Resultatet tar inte hänsyn till faktorer som delning av delstater (Bihar har efter valet 2000 delats i Bihar och Jharkhand), avhopp och fyllnadsval under mandatperioden.